# Citrus (Manga)
Citrus (OT: citrus) ist eine von 2012 bis 2018 veröffentlichte Mangareihe der Zeichnerin Saburouta. Sie erschien erstmals im Magazin Comic Yuri Hime und ist den Genres Drama und Yuri zuzuordnen. Die Serie wurde 2017 als Animeserie für das Fernsehen adaptiert. Die Lizenz für den deutschsprachigen Raum erwarb der Verlag Tokyopop. Seit 2018 erscheint der Nachfolger Citrus+.

## Inhalt
Yuzu Aihara, ein modisches, spontanes und lebenslustiges Großstadtmädchen, zieht nach der zweiten Heirat ihrer Mutter in eine neue Nachbarschaft und wechselt an eine neue Oberschule. Mehr mit Jungs anstatt mit Lernen beschäftigt, fällt ihr der Einstieg an der reinen Mädchenschule schwer. Prompt gerät sie mit der Präsidentin der Schülervertretung aneinander, der hart arbeitenden, wunderschönen aber gefühlskalten Mei Aihara. Wie sich am Abend herausstellt, ist Mei Yuzus neue Stiefschwester und Yuzu ist gezwungen, ein Zimmer mit einem Mädchen, das sie nicht leiden kann, zu teilen.
Der Manga verfolgt die Entwicklung der Beziehung zwischen beiden Mädchen und zeigt wie die anfängliche Feindseligkeit sich nach und nach in eine Freundschaft entwickelt und Yuzu bemerkt, dass sie romantische Gefühle für ihre neue Schwester entwickelt.

## Charaktere

### Hauptcharaktere
Yuzu Aihara (藍原 柚子, Aihara Yuzu)
Yuzu ist eine selbsternannte Gyaru, die Protagonistin der Serie und ältere Stiefschwester von Mei Aihara. Sie hat blondgefärbte Haare und grüne Augen. Ihr Vater starb, als sie noch klein war. Yuzu ist ein wagemutiges, direktes und oft schamloses Einzelkind. Sie liebt es sich herauszuputzen, Make-up zu tragen und ihre Schuluniform so zu gestalten, dass diese die konservativen Regularien der Schule missachtet, was häufig dazu führt, dass Yuzu mit der Schülervertretung aneinandergerät.
Auch wenn ihre frühere Freundinnen glauben, dass Yuzu Erfahrungen mit Jungs und Beziehungen hat, hatte sie noch nie einen Freund. Auch wenn sie ab und zu unbeholfen wirkt, schafft sie es durch harte Arbeit gute Noten in Tests zu erreichen. Nach ihrem Wechsel an die Mädchenschule freundet sie sich umgehend mit ihrer gleichgesinnten Mitschülerin Harumi Taniguchi an und zusammen brechen sie des Öfteren die Schulregeln. Auf der anderen Seite kann sie Mei, mit ihrem kühlen Charakter und willkürlich sexuellen Annäherungen, nicht leiden. Trotzdem wandelt sich ihre anfängliche Frustration in eine starke romantische Anziehung und sie entwickelt ein Schutzbedürfnis sowie eine Besorgnis um Meis Wohlergehen. Sie versucht, trotz ihres romantischen Interesses eine gute Schwester für sie zu sein.
Mei Aihara (藍原 芽衣, Aihara Mei)
Mei ist die wunderschöne und ernste Präsidentin der Schülervertretung, Spitzenschülerin, die Enkelin des Schulgründers und die jüngere Stiefschwester von Yuzu Aihara. Beide sind im gleichen Jahrgang. Sie ist kalt und gelassen, aber auch jähzornig. Sie wird von der Schülerschaft respektiert und kann bei Gelegenheit auf grausame Art handeln oder sprechen. Mei hatte ein Verhältnis zu einem jungen, gut aussehenden Lehrer, wobei Yuzu später dessen eigentliche Beweggründe herausfand, was dazu führte, dass dieser Lehrer die Schule verlassen musste. Hinter dem kühlen und gelassenen Charakter, steckt Empfindlichkeit und Einsamkeit.
Als Kind sah Mei zu ihrem Vater auf, in der Hoffnung das dieser später die Schule von ihrem Großvater übernimmt und sie selbst in ihres Vaters Fußstapfen treten kann. Allerdings ließ er seine Tochter allein zurück, um auf Weltreise gehen zu können, wodurch Mei plötzlich zur direkten Nachfolgerin ihres Großvaters wurde und ihre Arbeitsbelastung rapide anstieg. Mei müht sich ihres Vaters wegen ab, die Schule so lange zu führen, bis dieser zurückkehrt und die Leitung der Lehreinrichtung übernimmt. Als sich jedoch die Anzeichen verdichten, dass ihr Vater nicht plant, an die Schule zurückzukehren, verschlechtert sich ihre Beziehung zu ihrem Vater. Obwohl sie sich eine bessere Beziehung zu ihrem Vater wünscht, hat sie große Probleme zu akzeptieren, dass ihr Vater die Schule nicht übernehmen will.
Harumi Taniguchi (谷口 はるみ, Taniguchi Harumi)
Harumi ist Yuzus beste Freundin an der Mädchenschule. Obwohl sie sich angepasst hat, ist sie anders als die anderen Schülerinnen. Wie Yuzu ist auch Harumi von einer anderen Schule an die Mädchenschule gewechselt. Sie bricht des Öfteren die Schulregeln, ist munter, freundlich, gelassen, scharfsinnig und humorvoll. Harumi hat eine ältere Schwester.

### Aihara-Akademie
Himeko Momokino (桃木野 姫子, Momokino Himeko)
Himeko ist Mitglied der Schülervertretung, Mei Aiharas rechte Hand und ihre beste Freundin seit frühester Kindheit. Sie kommt aus einer sehr wohlhabenden Familie. An Wochenenden trägt sie Lolita-Mode. Himeko ist streng, direkt, eifersüchtig und hat einen impulsiven Charakter. Sie ist in Mei verliebt und ist besitzergreifend. Als Yuzu in Meis Leben tritt, zeigt sie ihre Eifersucht. Sie hat einen Hund namens Pucchi.
Kayo Maruta (丸田 加代, Maruta Kayo)
Kayo ist Vizepräsidentin der Schülervertretung und im zweiten Jahr an der Aihara-Akademie. Sie ist schüchtern und steht Harumis Schwester Mitsuko sehr nahe. Sie war bereits Vizepräsidentin der Schülervertretung als Mitsuko die Akademie besuchte und die Vertretung anführte. Kayo ist die Einzige, die mutig genug ist, um mit Mitsuko zu sprechen und verspottet sie für ihre kindische Art. Allerdings hegt sie Gefühle für Mitsuko.
Nene Nomura (野村 寧音, Nomura Nene)
Nene ist eine energische Schülerin, die das erste Jahr an der Aihara-Akademie lernt und in Yuzu ein Vorbild sieht, um mutiger zu werden. Sie ist eine intensive Yuri-Shipperin. speziell von Yuzu und Harumi. Sie ist mit Yuzu und Harumi befreundet, auch wenn sie beide oft unbeabsichtigt in Schwierigkeiten gebracht hat.
Suzuran Shiraho (白帆 鈴蘭, Shiraho Suzuran)
Suzuran ist eine wachsame und unerschütterliche Schülerin, die das dritte Jahr der Aihara-Akademie besucht. Weil Mei die einzige Person ist, die sie nicht lesen kann, hat sie Gefühle für sie entwickelt. In ihrer Freizeit beobachtet sie Mei intensiv, was zur Folge hat, dass sie im Sommer regelmäßig Nachhilfestunden in Anspruch nehmen muss. Suzuran kommt aus einer reichen Familie, die Emotionen verweigert, um nicht gefühlsmäßig abhängig von anderen Menschen zu werden. Sie hat einen älteren Stiefbruder.
Präsident Aihara (藍原理事長, Aihara rijichō)
Der Präsident der Aihara-Akademie ist der Großvater von Mei und Yuzus Stiefgroßvater. Er kann Yuzu anfangs nicht leiden, da sie regelmäßig die Schulregeln bricht. Nachdem er sieht wie Yuzu augenscheinlich Mei sexuell belästigt, wirft er sie von der Schule. Er nimmt dies jedoch zurück, als sie ihm das Leben rettet.

### Nebencharaktere
Matsuri Misozawa (水沢 まつり, Misozawa Matsuri)
Matsuris Eltern arbeiten ganztags und schenken ihr kaum Aufmerksamkeit. Sie ist Yuzus Freundin aus Kindertagen und wohnte in ihrer Nähe. Sie besucht das zweite Jahr der Mittelschule. Sie ist frühreif, für ihr Alter sehr schlau und scheut sich nicht, Dinge auszusprechen, die sie denkt. Ab und zu ist Matsuri schelmisch und mag es, andere Leute zu necken, besonders Yuzu und Harumi. Wie Mei, hat auch Matsuri einen augenscheinlich manipulativen Charakter. Sie entwickelt Gefühle für Harumi und beansprucht sie als ihre Freundin
Sara Tachibana (タチバナ・サラ, Tachibana Sara)
Sara ist die ältere Zwillingsschwester von Nina und besucht eine benachbarte Schule. Sie verliebt sich in Mei; jedoch gibt sie ihre Gefühle auf, nachdem sie herausfindet, dass sie mit Yuzu eine Beziehung führt und versucht stattdessen ihre Beziehung zu unterstützen. Sie ist abergläubisch und glaubt an Dinge wie Glück oder Schicksal. Obwohl sie die ältere Zwillingsschwester ist, ist Sara kleiner als Nina.
Nina Tachibana (タチバナ・ニナ, Tachibana Nina)
Nina ist die jüngere Zwillingsschwester von Sara. Im Gegensatz zu ihrer Schwester Sara ist sie skeptischer Natur und glaubt nicht an das Schicksal. Nina sorgt sich sehr um ihre Schwester, weswegen sie versucht Mei und Sara zu verkuppeln. In diesem Sinne versucht sie, Yuzu davon abzuhalten, sich zwischen die beiden zu stellen. Obwohl sie die jüngere Zwillingsschwester ist, scheint sie wesentlich größer als Nina zu sein.
Mitsuko Taniguchi (谷口 みつ子, Taniguchi Mitsuko)
Mitsuko ist die ältere Schwester von Harumi und war Präsidentin der Schülervertretung der Aihara-Akademie, bevor sie diese verließ. Sie ist eng mit Maruto befreundet, die bereits in der Schülervertretung aktiv ist, als Mitsuko die Akademie besuchte.
Ichika (イチカ)
Eine Freundin von Nina und Sara. Sie Präsidentin der Schülervertretung ihrer Schule und das absolute Gegenteil von Mei Aihara.
Café-Besitzer
Der Besitzer des Cafés, in dem Yuzu in Teilzeit arbeitet. Auch wenn er nicht weiß, in wen Yuzu verliebt ist, unterstützt er die Beziehung.
Kana (仮名) und Manami (マナミ)
Kana und Manami sind seit der Mittelschule mit Yuzu befreundet. Als Yuzu an eine andere Schule wechselt, bricht der Kontakt ab. Yuzu trifft beide während ihres Teilzeitjobs in einem Café in ihrem Heimatort wieder. Yuzu erzählt den beiden, dass sie eine Person datet. Da die beiden in ihrer Gegenwart eine homophobe Verhaltensweise zeigen, verschweigt Yuzu, dass sie mit einer Frau eine Beziehung führt.
Shō Aihara (藍原 翔, Aihara Shō)
Shō Aihara ist der Vater von Mei und nach der Hochzeit mit Ume Stiefvater von Yuzu. Es ist geplant, dass er eines Tages die Akademie seines Großvaters übernehmen soll. Allerdings zog Shō es vor, auf Weltreise zu gehen. Seither kümmern sich sein Vater und Mei um das Wohlergehen der Aihara-Akademie. Mei ist enttäuscht von seiner Einstellung, was dazu führt, dass sie sich emotional von ihm entfernt.
Ume Aihara (藍原 梅, Aihara)
Ume Aihara ist die Mutter von Yuzu und nach der Hochzeit mit Shō Stiefmutter von Mei.

## Veröffentlichungen

### Manga
Citrus wurde von Saburo Uta geschrieben und illustriert. Der Manga wurde im Comic Yuri Hime des Verlages Ichijinsha erstmals am 17. November 2012 ud zuletzt am 10. August 2018 publiziert. Die Reihe wurde auch vom Ichijinsha-Verlag in zehn Tankōbon-Ausgaben herausgegeben. Zusammen mit der vierten Ausgabe des Mangas erschien im Juli 2015 eine Drama-CD zu Citrus. Für den nordamerikanischen Raum wurde Citrus von Seven Seas Entertainment lizenziert. Auf Deutsch erschienen von 2015 bis 2019 bei Tokyopop alle zehn Bände. Außerdem erschien Citrus in Thailand.
Mit Abschluss der Serie im August 2018 wurde angekündigt, dass ein Ableger unter dem Titel Citrus+ veröffentlicht werden soll. Dieser erscheint seit Dezember 2018, wird ebenfalls von Saburouta geschrieben und wurde auch in bisher sechs Sammelbänden veröffentlicht. Auf Deutsch erscheint die Reihe seit November 2019 bei Tokyopop in bisher sechs Bänden (Stand Juni 2025).
In Japan erschien im November 2022 ein Artbook zur Serie, das im Dezember 2023 auch auf Deutsch veröffentlicht wurde.

#### Bände
| Nummer | Veröffentlichung (Deutsch) | ISBN                                                                |
| ------ | -------------------------- | ------------------------------------------------------------------- |
| 1      | 12. Januar 2015            | ISBN 978-3-8420-1185-4                                              |
| 2      | 11. Mai 2015               | ISBN 978-3-8420-1186-1                                              |
| 3      | 14. September 2015         | ISBN 978-3-8420-1466-4                                              |
| 4      | 15. März 2016              | ISBN 978-3-8420-2160-0                                              |
| 5      | 15. Dezember 2016          | ISBN 978-3-8420-3590-4                                              |
| 6      | 16. November 2017          | ISBN 978-3-8420-4060-1 (Limitiert) ISBN 978-3-8420-4024-3 (Regulär) |
| 7      | 017. Mai 2018              | ISBN 978-3-8420-4266-7                                              |
| 8      | 12. Juli 2018              | ISBN 978-3-8420-4740-2 (Limitiert) ISBN 978-3-8420-4591-0 (Regulär) |
| 9      | 8. November 2018           | ISBN 978-3-8420-4900-0                                              |
| 10     | 31. Mai 2019               | ISBN 978-3-8420-5349-6                                              |

### Anime
Vom 6. Januar bis 24. März 2018 lief auf AT-X eine Anime-Adaption unter der Regie von Takeo Takahashi und beim Studio Passione animiert wurde. Naoki Hayashi zeigt sich für das Script verantwortlich und Izuro Ijuuin entwarf die Charaktere. Lantis produzierte die Musik für den Anime.
Als Einspieler dient das Lied Azalea des Pop-Rock-Duos nano.RIPE. Der Abspann heißt Dear Teardrop von Mia Regina.
Crunchyroll überträgt den Anime im Simulcast mit unter anderem deutschen und englischen Untertiteln, während Funimation die Serie in englischer Sprache zeigt. Am 22. Februar 2019 gab Kazé Anime bekannt, den Anime für Deutschland lizenziert zu haben und begann die Veröffentlichung auf DVD- und Blu-ray-Disc im September 2020.

#### Synchronsprecher
| Rolle            | Japanischer Sprecher (Seiyū) | Rolle             | Japanischer Sprecher (Seiyū) |
| Hauptcharaktere  | Hauptcharaktere              | Nebencharaktere   | Nebencharaktere              |
| ---------------- | ---------------------------- | ----------------- | ---------------------------- |
| Yuzu Aihara      | Ayane Taketatsu              | Matsuki Misuzawa  | Shiori Izawa                 |
| Mei Aihara       | Minami Tsuda                 | Sara Tachibana    | Hisako Kanemoto              |
| Harumi Taniguchi | Yukiyo Fujii                 | Nina Tachibana    | Rei Matsuzaki                |
| Aihara-Akademie  | Aihara-Akademie              | Mitsuko Taniguchi | –                            |
| Himeko Momokino  | Yurika Kubo                  | Ichika            | –                            |
| Kayo Maruta      | Ikumi Hayama                 | Café-Besitzer     | –                            |
| Nene Nomura      | –                            | Kana              | Haruka Yamazaki              |
| Suzuran Shiraho  | –                            | Manami            | Yuka Ōtsubo                  |
| Präsident Aihara | Kinriyū Arimoto              | Shō Aihara        | Tomoaki Maeno                |
|                  |                              | Ume Aihara        | Kana Ueda                    |

#### Episodenliste
| Nr. (ges.) | Nr. (St.) | Titel                  | Erstausstrahlung Japan |
| ---------- | --------- | ---------------------- | ---------------------- |
| 1          | 1         | Love Affair!?          | 6. Jan. 2018           |
| 2          | 1         | One’s First Love       | 13. Jan. 2018          |
| 3          | 1         | Sisterly Love?         | 20. Jan. 2018          |
| 4          | 1         | Love Me Do!            | 27. Jan. 2018          |
| 5          | 1         | Under Lover            | 3. Febr. 2018          |
| 6          | 1         | Out Of Love            | 10. Febr. 2018         |
| 7          | 1         | Love Or Lie!           | 17. Febr. 2018         |
| 8          | 1         | War Of Love            | 24. Febr. 2018         |
| 9          | 1         | Love Is                | 3. März 2018           |
| 10         | 1         | Winter Of Love         | 10. März 2018          |
| 11         | 1         | Love You Only          | 17. März 2018          |
| 12         | 1         | My Love Goes On And On | 24. März 2018          |

## Rezeption
Citrus erreichte im Jahr 2015 fünfmal eine Nennung in der Bestsellerliste für Manga in der New York Times. Rebecca Silverman vom Anime News Network beschreibt die Charaktere als emotional interessant, besonders den Kontrast zwischen den beiden Hauptcharakteren Mei und Yuzu. Ihre Beziehung wird als eine Yuri-Version der Zwillinge aus Arisa beschrieben. Das Verhalten von Mei stelle sich dem Leser im Rückblick oft anders dar als es in den Szenen zunächst scheint, was sowohl ungewöhnlich als auch gut umgesetzt sei. Jedoch bezeichnet sie die nicht einvernehmlichen Szenen des Mangas als unangenehm. Mit diesen Szenen stehe die Serie im Gegensatz zu harmloseren Mangaserien des Genres, die vorher auf Englisch veröffentlicht wurden.
Die Mangaserie verkaufte sich allein in Japan mehr als 800.000 Mal.